# عبد الله بن عودة العصيمي
عبدالله بن عودة العصيمي، رجل أعمال سعودي ومالك إبل (جمع مفردة جمل)، وتقدر ثروته بنصف مليار ريال سعودي (146.6 مليون دولار)، ويدير عدة شركات استثمارية، كما أسس جمعية ملاك الإبل في بلاده.

## حياته المهنية
بدأ عبدالله بن عودة العصيمي، المولود في مدينة الخبر الساحلية (شرق السعودية)، حياته المهنية في العمل ككابتن طيار لمدة 20 عاماً، بعد أن تخرج من أكاديمية الأمير سلطان للعلوم العسكرية وتدربه في بشركات خطوط لوفتهانزا الألمانية وبوينج.
واتجه عام 2016 إلى تجارة الإبل، النامية في المملكة العربية السعودية، وأسس جمعية ملاك الأبل، التي يرأس مجلس إداراتها، وأعلن عن خطوات جريئة في تجارة الإبل كتأسيسه لكيانات تجارية معنية بالإبل، واصداره أول سجل تجاري لشركة "نخبة الهايلات"، في بلد تعد الإبل جزءًا رئيساً من الموروث الاجتماعي والثقافي.

## صفقاته في تجارة الإبل
اشتهر ابن عودة في الأوساط المحلية والخليجية السعودية، بعد ظهوره في صفقة هي الأولى من نوعها، عندما انتشر مقطع فيديو له، وهو يوافق على تأجير عدد من الإبل لمدة 48 ساعة لرجل أعمال كويتي، بـ 20 مليون ريال (5.3 مليون دولار)، في أواخر عام 2021، وصفت الصفقة بـ"التاريخية" في عالم تجارة الإبل.
وسبق وأن أعلن ابن عودة في سبتمبر من عام 2021، إبرامه 18 صفقة بقيمة 31 مليون ريال، استعداداً لمهرجان الملك عبدالعزيز للإبل، وكشف ابن عودة، في مقابلة تلفزيونية بثت عام 2022، عن استثماره في تجارة الإبل أكثر من 100 مليون ريال (26.6 مليون دولار).